# Riccardo Cresci
Riccardo Cresci (Roma, 12 settembre 1983) è un conduttore televisivo, conduttore radiofonico e autore televisivo italiano.

## Biografia
Nato a Roma il 12 settembre 1983, si diploma ragioniere perito commerciale, nel 2005 consegue la laurea in Scienze della comunicazione.
Dal 2003 al 2008 collabora per la "Piccola Accademia della Comunicazione e dello Spettacolo" di Roma diretta da Stefano Jurgens della quale è stato anche responsabile, coordinatore e docente.
Durante gli studi universitari inizia la carriera di attore, fotomodello, conduttore radiofonico e di eventi, presentando spettacoli legati non solo all'Accademia stessa.
Ha prestato la sua voce come speaker ufficiale e doppiatore per diverse produzioni e collane in DVD.
Debutta in tv nel 2007, diventando uno dei volti più giovani dei canali televisivi all news Sky TG24 e Sky Meteo 24.
Nel 2008 vince il Premio Pipolo dedicato ai giovani talenti nel panorama artistico e televisivo.
Nel 2011, ha lasciato Sky.
Nel 2011-2012 ha collaborato con Radio Deejay in una rubrica meteorologica ideata e condotta con Laura Antonini all'interno della trasmissione Megajay.
Dal 7 aprile 2014 diventa uno dei volti di Alice per il programma televisivo mattutino "Buongiorno Alice". Dal lunedì al sabato veste i panni di "Sir Richard" e cura tutte le mattine una stravagante e ironica rassegna stampa in diretta dalle più famose e suggestive piazze romane. Un angolo divertente che punta a sdrammatizzare, con la giusta dose di leggerezza, i molteplici temi di attualità, politica, cronaca, sport, curiosità e le notizie legate al gossip del momento.
Dal maggio 2014 collabora come inviato speciale per il programma "Occhio al Prodotto".
Nel 2016-2017 è stato conduttore expert di tecnologia e multimedia su HSE24.
Dal 2019 inizia la sua collaborazione in Rai per la struttura di Rai Pubblica Utilità nell'area meteo e ambiente.
Nel 2020 conduce tre programmi sul web per Rai Accessibilità: "Coronavirus #iorestoacasa", "Buone Notizie #DistantiMaUniti" e "Buone Notizie #Estate".
Presenta su Rai Isoradio Meteo Bimbi, rubrica meteorologica per bambini a cura di Rai Pubblica Utilità.
A partire dal 25 settembre 2020, conduce su Rai Gulp il primo programma in Italia dedicato esclusivamente alle previsioni del tempo e all'ambiente pensato per il pubblico dei ragazzi: Green Meteo.
Dal 4 giugno 2021 è uno dei volti e inviato della trasmissione O anche no Estate, la disabilità non va in vacanza.
Dal 17 settembre 2021 viene confermato come inviato per l'edizione invernale del programma O anche no, in cui conduce anche un "working show" che fa conoscere alcune tra le tante situazioni di inserimento di diversabili nel mondo del lavoro.
Da settembre dello stesso anno conduce la terza edizione del programma Green Meteo su Rai Gulp. Il 13 ottobre 2021 il programma ha vinto il primo premio nella categoria Media e ad ex aequo anche il primo riconoscimento assoluto del Premio Areté presso l'Università Bocconi di Milano.
Il 5 gennaio 2022 è uno dei conduttori e inviati del primo programma Rai dedicato all'ambiente in chiave positiva: "Ci vuole un fiore - Italian Green", in onda su Rai 2.
A partire dal 18 gennaio 2022 conduce le previsioni meteo del sistema solare su Rai Gulp, con il programma Meteo Spazio.
Dal 16 aprile 2022 è uno dei conduttori e inviati di "Italian Green - Viaggio nell'Italia sostenibile", il nuovo programma di Rai 2 dedicato all'ambiente e alla sostenibilità, raccontando alcune delle eccellenze del mondo produttivo italiano.

## Trasmissioni televisive
- Sky Meteo 24  (Sky Italia)
- Sky TG24  (Sky Italia)
- HSE24 (Italia)
- Buongiorno Alice  (Alice)
- Occhio al prodotto  (Alice)
- Green Meteo  (Rai Gulp)
- O anche no Estate, la disabilità non va in vacanza  (Rai 2)
- Meteo Spazio  (Rai Gulp)
- O anche no  (Rai 2)
- Ci vuole un fiore - Italian Green (Rai 2)
- Italian green - Viaggio nell'Italia sostenibile (Rai 2)

## Trasmissioni radiofoniche
- Meteo Bimbi (Isoradio)
- Green Meteo Iso (Isoradio), in onda ogni sabato e domenica mattina

## Trasmissioni web
- Coronavirus#iorestoacasa  (Rai Pubblica Utilità)
- Buone Notizie#DistantiMaUniti  (Rai Pubblica Utilità)
- Buone Notizie#Estate  (Rai Pubblica Utilità)

## Premi e riconoscimenti
- Vincitore del Premio Pipolo (2008)
- Premio stella MOIGE (MOvimento Italiano GEnitori) per la trasmissione Green Meteo su (Rai Gulp) (2021)
- Premio Areté - Categoria Media e Premio Assoluto (2021)

## Riferimenti
Nel 2011 è oggetto di una parodia da parte del comico Ubaldo Pantani nel programma televisivo Quelli che il calcio condotto da Simona Ventura.
È stato iscritto all'albo dell'Ordine dei giornalisti del Lazio per otto anni, fino a ottobre 2018.